# Hymeniacidon actites
Hymeniacidon actites är en svampdjursart som först beskrevs av Ristau 1978.  Hymeniacidon actites ingår i släktet Hymeniacidon och familjen Halichondriidae.
Artens utbredningsområde är Kalifornien. Inga underarter finns listade i Catalogue of Life.